# بادرا (آلمان)
بادرا (به آلمانی: Badra) یک منطقهٔ مسکونی در آلمان است که در Kyffhäuserland واقع شده‌است.
 بادرا  ۵۶۹ نفر جمعیت دارد.